# بوف کور
بوف کور رمانی کوتاه اثر صادق هدایت، نویسندهٔ ایرانی، است. این رمان از نخستین نثرهای داستانی ادبیات ایران در سدهٔ بیستم میلادی و شناخته‌شده‌ترین کار هدایت است. همچنین این کتاب بلند ترین کار داستانی هدایت پس از حاجی آقا است این رمان به سبک فراواقع نوشته شده و تک‌گویی یک راوی است که دچار تَوَهُم و پندارهای روانی است. بوف کور در هفتاد کشور، از فارسی به ۳۲ زبان زنده از جمله انگلیسی، فرانسه، آلمانی و عربی ترجمه شده‌است.

## تاریخچه

### نگارش

صادق هدایت در تهران، ۱۳۰۹ خورشیدی

ونسان مونتی (Vincent-Mansour Monteil)، خاورشناس فرانسوی و دوست هدایت، در کتاب صادق هدایت که هشت ماه پس از مرگ هدایت و به زبان فرانسه در تهران منتشر شد، سال ۱۳۰۹ خورشیدی (۱۹۳۰ میلادی) را به عنوان سال نوشته‌شدن بوف کور معرفی می‌کند. وی که از راهنمایی‌های خانوادهٔ هدایت، دوستان فرانسوی او و بزرگ علوی برخوردار بوده، در این کتاب هیچ مدرکی برای این تاریخ ارائه نکرده‌است و به نظر می‌رسد این تاریخ را از قول آن‌ها نوشته‌است. بعدها افراد دیگری (از جمله مصطفی فرزانه در کتاب آشنایی با صادق هدایت) نیز سال ۱۳۰۹ را به عنوان سال نگارش بوف کور ذکر کرده‌اند.
هدایت تا نیمهٔ سال ۱۳۰۹ مشغول به تحصیل در فرانسه بوده‌است. او پس از بازگشت به ایران بلافاصله مجموعه داستان زنده به گور و نمایشنامهٔ پروین دختر ساسان را منتشر کرد. به نوشتهٔ فرزانه: «هدایت مدعی بود که بوف کور را در فرنگستان نوشته و بعداً، برای چاپ آن — که به گمانش در ایران زمان رضاشاه امکان نداشته‌است — به هند می‌رود و از این رمان تعداد پنجاه نسخه پلی‌کپی می‌کند.»
در سال ۱۳۱۴ جمالزاده هدایت را به سوئیس دعوت کرد. هدایت نیز تمام کتاب‌هایش را به مبلغ ۴۰۰ تومان فروخت تا خرج سفرش را بپردازد. با این وجود این سفر به دلیل مشکلاتی (از جمله ندادن ارز خارجی به هدایت) منتفی شد. هدایت در آن زمان به دلیل فعالیت‌های ادبی‌اش در سال ۱۳۱۳، ممنوع‌القلم شده بود و در واقع هیچ امیدی برای ادامهٔ فعالیت‌های او در ایران وجود نداشته‌است. در سال ۱۳۱۵، شین پرتو که از دوستان قدیم هدایت بود و در آن زمان در کنسولگری ایران در بمبئی کار می‌کرد، به تهران آمد و به هدایت پیشنهاد کرد که با وی به هندوستان برود. بدین ترتیب هدایت دست خالی رهسپار هندوستان می‌شود. هدایت در نامه‌ای به مجتبی مینوی (از بمبئی به لندن) به تاریخ ۱۲ فوریه ۱۹۳۷ (۲۳ بهمن ۱۳۱۵، یعنی زمانی که چند ماه از زمان اقامتش در هند می‌گذشته‌است) ماجرا را چنین شرح می‌دهد: «تا اینکه دری به تخته خورد و دکتر پرتو به عنوان مرخصی به ایران آمد. از دهنش دررفت گفت: آمدم تو را با خودم ببرم. کور از خدا چه می‌خواهد: دو چشم بینا… باری تا موقعی که از خرمشهر وارد کشتی شدم خارج شدن از گندستان را امری محال و تصور می‌کردم در فیلمی مشغول بازی هستم… همینقدر می‌دانم که از آن قبرستان گندیدهٔ نکبت‌بار ادبار و خفه‌کننده عجالتاً خلاص شده‌ام. فردا را کسی ندیده.»
آنچه مسلم است این است که هدایت دست‌نویس بوف کور را با خود به بمبئی برده بود. شین پرتو، همسفر هدایت، در این باره نوشته‌است: «بوف کور را هدایت قبل از مسافرت به هند نوشته‌است و هنگامی که من صادق را از تهران به بمبئی می‌بردم پس از آنکه در کشتی‌سوار شدیم و به اتاق خود رفتم، هدایت با بوف کور و یک ماشین تحریر «اریکای آند»، نسخهٔ خطی آن را به من داد که بخوانم.» هدایت خود در نامه‌ای به مینوی می‌نویسد: «تقریباً ۲۰ نوول و یک تئاتر و یک «بوف کور» و دو سه سفرنامهٔ حاضر چاپ دارم.»

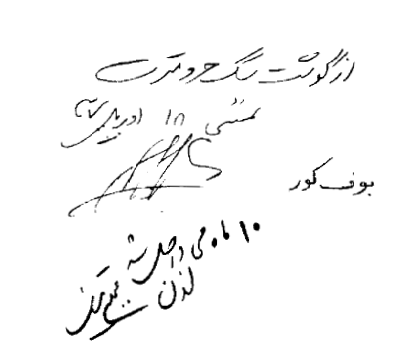
تقدیم‌نامهٔ بوف کور به مجتبی مینوی با خط هدایت که از بمبئی فرستاده شده‌است، ۱۸ آوریل ۱۹۳۷

هدایت در بمبئی دچار مشکلات مالی بود و در نامه‌های خود از فقر و شکست و بی‌اعتنایی جامعه به خود شکایت کرده‌است. او پس از ورود به بمبئی با پارسیان آن شهر آشنا شد و نزد یکی از دانشمندان آن قوم به نام بهرام گور انکلساریا به آموختن زبان پهلوی می‌پردازد. هدایت در نامه‌ای به پروفسور یان ریپکا با زبان طنز می‌نویسد: «چندی است که نزد آقای بهرام گور انگل ساریا مشغول تحصیل زبان پهلوی شده‌ام، ولی گمان می‌کنم نه به درد دنیا و نه به درد آخرتم بخورد.»

### چاپ و ترجمه

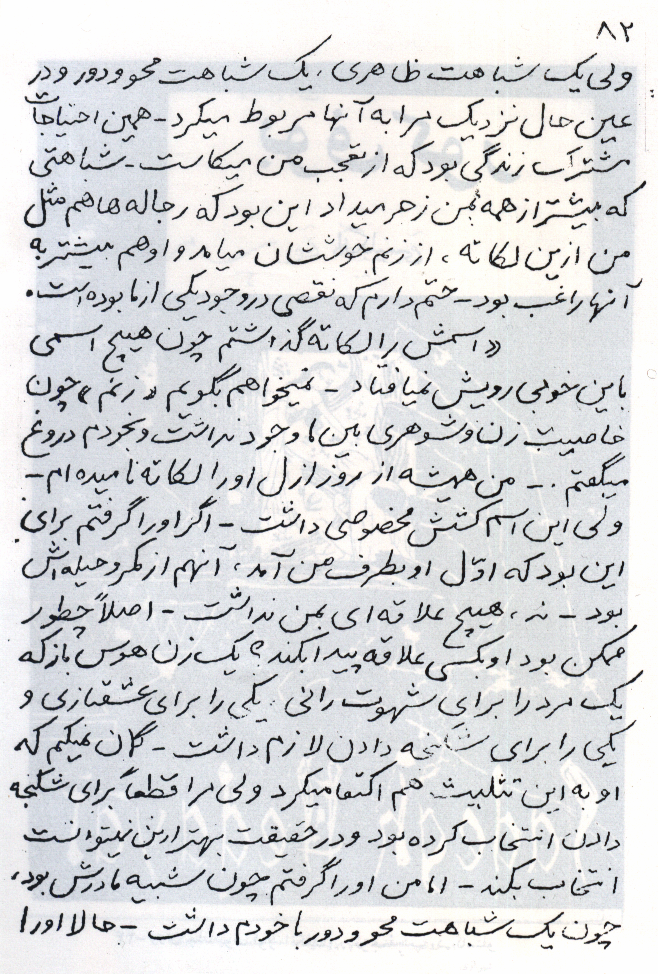
صفحهٔ ۸۲ چاپ نخست بوف کور در بمبئی با خط هدایت

بوف کور نخستین بار در سال ۱۳۱۵ خورشیدی (۱۹۳۷ میلادی) در بمبئی چاپ شد. صادق هدایت نسخهٔ دست‌نویس بوف کور را در حدود پنجاه نسخه به صورت پلی‌کپی چاپ کرد. هدایت در نامهٔ ۱۶ تیر ۱۳۱۶ (دو ماه پیش از بازگشتش از بمبئی به تهران)، به مینوی در لندن می‌نویسد: «همه‌اش چهل‌پنجاه جلد [بوف کور] بیشتر چاپ نکردم اگر بنا بشود به ایران برگردم یک صفحه کاغذ و نوشته نیز نخواهم توانست با خودم ببرم، آیا ممکن است کاغذهایم را به تو بفرستم و بعد به وسیله‌ای به من برسانی؟» هدایت در نهایت حدود سی نسخه از بوف کور را برای جمالزاده به سوئیس می‌فرستد و پس از بازگشت هدایت به ایران، یکی از دوستان جمالزاده به نام ژرژ دوستور که از ژنو عازم ایران بود، کم‌تر از سی نسخه از بوف کور را در تهران به دست هدایت می‌رساند. در سال‌های ۱۳۵۰ تنها دو نسخه از این چاپ بوف کور نزد جمالزاده مانده بود که او یک نسخه را به کتابخانه مرکزی دانشگاه تهران داد و یک نسخهٔ دیگر (که حاوی یادداشت‌هایی از خود جمالزاده بود) نیز همان نسخه‌ای است که بعدها در سال ۱۹۹۰ توسط مصطفی فرزانه در خارج از ایران چاپ شد.
ویژگی‌های بوف کور چاپ بمبئی عبارتند از: صفحهٔ ۱ عنوان: بوف کور؛ صفحهٔ ۲ فهرست تألیفات هدایت؛ صفحهٔ ۳ شناسنامهٔ کتاب: صادق هدایت، بوف کور، بمبئی—۱۳۱۵؛ صفحهٔ ۴ «طبع و فروش در ایران ممنوع است»؛ صفحهٔ ۵ شروع رمان با نقاشی «زن اثیری»؛ پایان کتاب صفحهٔ ۱۴۴ است با نقاشی جغد، هر صفحهٔ این چاپ دارای بیست سطر است.
صادق هدایت تا نیمهٔ دوم سال ۱۳۲۰ نتوانست بوف کور را در ایران منتشر کند. پس از برکنار شدن رضا شاه در سال ۱۳۲۰ شرایط برای چاپ بوف کور فراهم شد. به گفتهٔ احسان طبری: «هدایت بنا به خواهش حمید رهنما دست‌نویس «بوف کور» را که تا آن موقع در کشور نشر نیافته بود، در اختیار روزنامهٔ ایران گذاشت.» بنابراین در سال ۱۳۲۰ بوف کور به صورت پاورقی در روزنامهٔ ایران چاپ شد. وانگهی این چاپ بوف کور با متن اصلی آن تفاوت‌های قابل توجهی دارد. دربارهٔ چرایی این تفاوت‌ها دیدگاه‌های گوناگونی مطرح شده‌است. فریدون هویدا معتقد است که این افتادگی‌ها ناشی از تصمیم خود صادق هدایت بود در حالی که حسن قائمیان این تفاوت‌ها را ناشی از دخل و تصرف خودسرانهٔ حسینقلی مستعان، عضو هیئت تحریریهٔ روزنامهٔ ایران در آن زمان، می‌داند. با این وجود روزنامهٔ ایران یک سال بعد بوف کور را به صورت کتاب در انتشارات خود منتشر می‌کند. این چاپ، سومین چاپ بوف کور دانسته می‌شود.
به گفتهٔ منابعی متن بوف کور چاپ شده توسط انتشارات روزنامهٔ ایران پیش از چاپ توسط صادق هدایت مورد تجدید نظر قرار گرفت. ولی تحقیقات نوید نوری (یکی از مترجمان بوف کور به زبان انگلیسی) بر آن دلالت دارد که متن بوف کور روزنامهٔ ایران توسط صادق هدایت مورد تجدید نظر قرار نگرفته‌بود و منبعی که برای این اتفاق نام برده می‌شود قابل قبول نیست. بنابراین با این که برخی این چاپ بوف کور را نسبت به چاپ دست‌نویس بمبئی و بوف کوری که به صورت پاورقی در روزنامهٔ ایران چاپ شده بود معتبرتر می‌دانند، تنها نسخه از بوف کور که با قاطعیت تمام می‌توان گفت مورد تأیید صادق هدایت بوده همان نسخهٔ بمبئی است. از تفاوت‌های بوف کور چاپ انتشارات روزنامهٔ ایران و دو نسخهٔ پیشین بوف کور می‌توان به تغییر در رسم‌الخط، پاراگراف‌بندی، نقطه‌گذاری، حذف گیومه‌های سر پاراگراف‌ها و حذف یا افزودن برخی واژه‌ها و ترکیب‌ها اشاره کرد.
ویژگی‌های بوف کور منتشرشده توسط روزنامهٔ ایران عبارتند از: صفحهٔ ۱ عنوان: بوف کور، صادق هدایت، چاپ‌خانهٔ مظاهری؛ صفحهٔ ۲ سفید؛ صفحهٔ ۳ از انتشارات روزنامهٔ ایران، حق چاپ محفوظ، چاپ‌خانهٔ مظاهری؛ صفحهٔ ۴ صادق هدایت، بوف کور؛ صفحهٔ ۵ شروع رمان؛ پایان کتاب صفحهٔ ۶۰ است به اضافهٔ یک غلط‌نامه. هر صفحه دارای سی و هفت سطر است. چاپ و تعداد نسخه‌های این کتاب مشخص نشده اما گویا در سال ۱۳۲۱ و در حدود پانصد نسخه منتشر شده‌است.
چاپ چهارم بوف کور در سال ۱۳۳۱ (یک سال پس از مرگ هدایت) منتشر شد. این چاپ براساس بوف کور چاپ روزنامهٔ ایران و با تغییرهای اندکی منتشر شد. این چاپ اساس چاپ‌های بعدی بوف کور بوده‌است.

## ترجمه‌ها
بوف کور اولین رمان مدرن ایران بود که به زبان انگلیسی ترجمه شد. این کتاب، نخستین بار در ۱۹۵۷ میلادی توسط دزموند پاتریک کاستلو با نام The Blind Owl به انگلیسی برگردانده شد و علی‌رغم اشکالاتی که داشت، همچنان محبوب‌ترین ترجمه انگلیسی بوف کور است. ایرج بشیری در سال ۱۹۷۴ و نوید نوری در سال ۲۰۱۱ نیز این کتاب را به انگلیسی ترجمه کردند. بشیری ترجمه خود را سه بار ویرایش کرد که آخرین نسخه آن در سال ۲۰۱۳ به صورت آنلاین منتشر شد. در سال ۲۰۲۲ انتشارات پنگوئن ترجمه‌ای از ساسان طباطبایی را منتشر کرد. هر دو ترجمهٔ اخیر به زبان انگلیسی (نوری و طباطبایی) بر اساس چاپ بمبئی هستند.
علاوه بر انگلیسی، بوف کور تاکنون به زبان‌های گوناگونی از جمله فرانسه، آلمانی، سوئدی، اسپانیایی، عبری، چکی، مجارستانی، ترکی، ارمنی و کره‌ای ترجمه شده‌است. نخستین بار ژوزه لسکو با همکاری هدایت بوف کور را به فرانسه ترجمه کرد و آن را در سال ۱۹۵۲ (دو سال پس از مرگ هدایت) با عنوان La chouette aveugle در فرانسه منتشر ساخت. ترجمهٔ انگلیسی بوف کور نیز با ترجمهٔ پی. دی. کاستلو با عنوان The Blind Owl در سال ۱۹۵۸ منتشر شد.
بوف کور همچنین توسط توانا امین در کردستان عراق به زبان کردی و گویش سورانی ترجمه شده‌است. ترجمهٔ دیگری از این کتاب نیز توسط فرشید شریفی به کردی سورانی انجام شده که توسط انتشارات غزلنوس در کردستان عراق به چاپ رسیده‌است. علاوه بر این دو ترجمه، آمنه رحیمی نیز این کتاب را به کردی هورامی ترجمه کرده که توسط انتشارات اوین در مریوان منتشر شده‌است.

## خلاصهٔ داستان
تمامی رمان از زاویه دید اول شخص روایت می‌شود و از دو بخش نسبتاً جدا از هم ساخته شده‌است. این دو بخش گاه با استفاده از شباهت توصیف‌ها و اشاره‌ها به هم مربوط می‌شوند.

### خلاصهٔ بخش نخست
کتاب با این جملات مشهور آغاز می‌شود: «در زندگی زخم‌هایی هست که مثل خوره روح را آهسته و در انزواء می‌خورد و می‌تراشد. این دردها را نمی‌شود به کسی اظهار کرد؛ چون عموماً عادت دارند که این دردهای باورنکردنی را جزء اتفاقات و پیش‌آمدهای نادر و عجیب بشمارند و اگر کسی بگوید یا بنویسد، مردم بر سَبیل عقاید جاری و عقاید خودشان سعی می‌کنند آن را با لبخند شکاک و تمسخرآمیز تلقی بکنند؛ زیرا بشر هنوز چاره و دوایی برایش پیدا نکرده و تنها داروی آن فراموشی به توسط شراب و خواب مصنوعی به‌وسیله افیون و مواد مخدره است؛ ولی افسوس که تأثیر این‌گونه داروها موقت است و به جای تسکین پس از مدتی بر شدت درد می‌افزاید».
در این بخش اول شخص - که ساکن خانه‌ای در بیرون خندق در شهر ری است - به شرح یکی از این دردهای خوره‌وار می‌پردازد که برای خودش اتفاق افتاده. وی که حرفهٔ نقاشی روی قلمدان را اختیار کرده‌است به طرز مرموزی همیشه نقشی یکسان بر روی قلمدان می‌کشد که عبارت است از دختری در لباس سیاه که شاخه‌ای گل نیلوفر آبی به پیرمردی که به حالت جوکیان هند چمباتمه زده و زیر درخت سروی نشسته‌است هدیه می‌دهد. میان دختر و پیرمرد جوی آبی وجود دارد.
ماجرا از اینجا آغاز می‌شود که روزی راوی از سوراخ رف پستوی خانه‌اش - که گویا اصلاً چنین سوراخی وجود نداشته‌است - منظره‌ای را که همواره نقاشی می‌کرده‌است می‌بیند و مفتون نگاه دختر (اثیری) می‌شود و زندگی‌اش به طرز وحشتناکی دگرگون می‌گردد تا اینکه مغرب‌هنگامی دختر را نشسته در کنار در خانه‌اش می‌یابد. دختر چند هنگامی بعد در رخت‌خواب راوی به طرز اسرارآمیزی جان می‌دهد. راوی طی قضیه‌ای موفق می‌شود که چشم‌های دختر را نقاشی و آن را لااقل برای خودش جاودانه کند. سپس دختر اثیری را قطعه قطعه کرده داخل چمدانی گذاشته و به گورستان می‌برد. گورکنی که مغاک دختر را حفر می‌کند طی حفاری، گلدانی می‌یابد که بعداً به راوی به رسم یادگاری داده می‌شود. راوی پس از بازگشت به خانه در کمال ناباوری درمی‌یابد که بر روی گلدان (گلدان راغه) یک جفت چشم درست مثل آن جفت چشمی که همان شب کشیده‌بود، کشیده شده‌است.
پس راوی تصمیم می‌گیرد برای مرتب کردن افکارش نقاشی خود و نقاشی گلدان را جلوی منقل تریاک روبروی خود بگذارد شراب بنوشد و تریاک بکشد. راوی بر اثر استعمال تریاک به حالت خلسه می‌رود و در عالم رؤیا به سده‌های قبل بازمی‌گردد و خود را در محیطی جدید می‌یابد که علی‌رغم جدید بودن برایش کاملاً آشناست.

### خلاصهٔ بخش دوم
بخش دوم ماجرای راوی در این دنیای تازه (در چندین سده قبل) است. از اینجا به بعد راوی مشغول نوشتن و شرح ماجرا برای سایه‌اش می‌شود که شکل جغد است و با ولع هرچه تمام تر هرآنچه را راوی می‌نویسد می‌بلعد. راوی در اینجا شخص جوان ولی بیمار و رنجوری است که زنش (که راوی او را به نام اصلی نمی‌خواند بلکه از وی تحت عنوان لکاته یاد می‌کند) از وی تمکین نمی‌کند و حاضر به همبستری با شوهرش نیست ولی ده‌ها فاسق دارد. ویژگی‌های ظاهری «لکاته» درست همانند ویژگی‌های ظاهری «دختر اثیری» در بخش نخست رمان است. راوی همچنین به ماجرای آشنایی پدر و مادرش (که یک رقاصهٔ هندی بوده‌است) اشاره می‌کند و اینکه از کودکی نزد عمه‌اش (مادر «لکاته») بزرگ شده‌است.
او در تمام طول بخش دوم رمان به تقابل خود و رجّاله‌ها اشاره می‌کند و از ایشان ابراز تنفر می‌کند. وی معتقد است که دنیای بیرونی دنیای رجاله‌هاست. رجّاله‌ها از نظر او «هریک دهانی هستند با مشتی روده که از آن آویزان شده‌است و به آلت تناسلی شان ختم می‌شود و دائم دنبال پول و شهوت می‌دوند».
پرستار راوی دایهٔ پیر اوست که دایهٔ «لکاته» هم بوده‌است و به طرز احمقانهٔ خویش (از دید راوی) به تسکین آلام راوی می‌پردازد و برایش حکیم می‌آورد و فال گوش می‌ایستد و معجون‌های گونه‌گون به وی می‌خوراند.
در مقابل خانهٔ راوی پیرمرد مرموزی (پیرمرد خنزر پنزری) همواره بساط خود را پهن کرده‌است. این پیرمرد از نظر راوی یکی از فاسق‌های لکاته است و خود راوی اعتراف می‌کند که جای دندان‌های پیرمرد را بر گونهٔ لکاته دیده‌است. به علاوه راوی معتقد است که پیرمرد با دیگران فرق دارد و می‌توان گفت که یک نیمچه خدا محسوب می‌شود و بساطی که جلوی او پهن است چون بساط آفرینش است.
سرانجام راوی تصمیم به قتل لکاته می‌گیرد. در هیئتی شبیه پیرمرد خنزرپنزری وارد اتاق لکاته می‌گردد و گِزلیک استخوانی‌ای را که از پیرمرد خریداری کرده در چشم لکاته فرومی‌کند و او را می‌کشد. چون از اتاق بیرون می‌آید و به تصویر خود در آیینه می‌نگرد می‌بیند که موهایش سفید گشته و قیافه‌اش درست مانند پیرمرد خنزرپنزری شده‌است.

## شخصیت‌ها

نمودار شخصیت‌های بوف کور (برای دیدن نگاره در اندازهٔ بزرگ بر روی آن کلیک کنید)

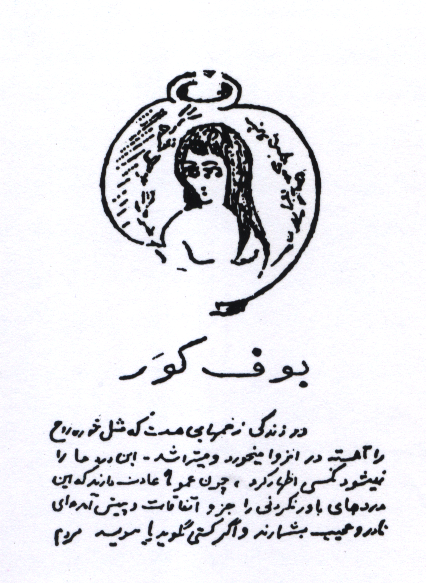
صفحهٔ نخست بوف کور و نقاشی صادق هدایت از زن اثیری

راوی
ظاهراً تمام داستان از زبان راوی بیان می‌شود. راوی در بخش اول بوف کور جوان نقاشی است که تنها زندگی می‌کند. او که سودای زن اثیری را دارد با ریختن شراب زهر آلودی در دهانش او را می‌کشد. در بخش دوم راوی نویسنده‌ای است که همسر دارد. او نسبت به همسرش (لکاته) به‌طور هم‌زمان احساس عشق و کینه و اکراه و اشتیاق دارد. او که می‌پندارد همسرش به او خیانت می‌کند، در نهایت لکاته را نیز می‌کشد و به پیرمرد خنزرپنزری تبدیل می‌شود.
راوی انسانی عادی نیست و خود از این موضوع آگاه است. او فردی منزوی است و نسبت به مردم عادی (رجّاله‌ها) احساس بیگانگی می‌کند. راوی از رجاله‌ها بیزار است و خود را از آنان برتر می‌داند. او جامعه را عامل دردها و رنج‌هایش معرفی می‌کند. راوی به‌طور ناخودآگاه از ناتوانی خود در انجام کارهایی که رجاله‌ها در آن‌ها توانا هستند خشمگین است. راوی نگران و وحشت‌زده‌است. او که در آرزوی مرگ است، زندگی خود را جبری و تغییرناپذیر می‌داند و از آن هراس دارد.
زن اثیریزن اثیری یا فرشته از شخصیت‌های بخش نخست داستان است. برخی از ویژگی‌های ظاهری او عبارتند از: سیاه‌پوش بودن، چشم‌های سیاه درشت که سرزنش‌کننده و جذاب هستند، پیشانی بلند، گونه‌های برجسته، چشم‌های مورب ترکمنی، ابروهای باریک به هم پیوسته، لب‌های گوشتالوی نیمه‌باز و لب‌هایی که مثل این است که تازه از یک «بوسهٔ گرم طولانی» جدا شده‌است. موهای سیاه ژولیده و نا مرتب دور صورت مهتابی او را گرفته. نخستین برخورد خواننده با زن اثیری در توصیف راوی از نقاشی‌های تغییرناپذیرش بر روی قلمدان‌هاست. زن اثیری با زندگی زمینی پیوندی ندارد. راوی بر زیبایی و جذابیت زن اثیری تأکید دارد تا غیرعادی بودن و «اثیری» بودن او را برساند.
پیرمرد قوزیپیرمرد قوزی در بخش اول داستان دست‌کم دارای دو عکس‌برگردان است. او به صورت پیرمردی که روبری زن اثیری نشسته و راوی او را از سوراخ بالای رف اتاقش می‌بیند و به صورت یک نعش‌کش ظاهر می‌شود. او نخستین بار در توصیف صحنهٔ نقاشی‌های روی قلم‌دان راوی معرفی می‌شود. برخلاف راوی و فرشته، پیرمرد قوزی پر حرف و پرجنب‌وجوش است. او سر و رویش را با شال‌گردن پیچیده‌است و خندهٔ خشک زننده‌ای سر می‌دهد. او که آدرس خانهٔ راوی را بلد است در دفن زن اثیری به وی کمک می‌کند.
عموی راویعموی راوی در بخش اول داستان به دیدن او می‌آید. او شبیه خود راوی و شبیه پدر اوست.
لکّاتهاز شخصیت‌های بخش دوم داستان است. لکاته زن راوی، دختر عمه و خواهر شیری اوست. راوی به دلیل دلبستگی به مادر لکاته با او ازدواج کرده‌است وانگهی یک رابطهٔ زن و شوهری میان آن‌ها وجود ندارد.
پیرمرد خنزرپنزریبه گفتهٔ دایهٔ راوی، در جوانی کوزه‌گر بوده‌است. او در بیرون از خانهٔ راوی بساطی پهن کرده‌است و با لکّاته (زن راوی) رابطه دارد.
دایهدایهٔ راوی و لکاته است. او در بخش دوم داستان از راوی پرستاری می‌کند. دایه راوی را دیوانه می‌داند و در بخشی از داستان که از دست راوی خسته شده آرزوی مرگ او را می‌کند.

## جایگاهبوف کورو نظر دیگران در مورد آن
بوف کور یکی از نخستین رمان‌های مدرن فارسی است.
- آندره بروتون، مؤسس جنبش فراواقع‌گرایی در فرانسه، بوف کور را جزو بیست کتاب شاهکار سدهٔ بیستم میلادی دانسته‌است.[۷۰]
- هنری میلر، نویسندهٔ معاصر آمریکایی، دربارهٔ آن گفته‌است: «بوف کور هدایت کتابی است که من آرزو دارم روزی نظیر آن را بنویسم. مانند این داستان در هیچ زبانی ندیده‌ام. آن را واقعاً دوست می‌دارم.»[۷۱]
- رنه لالو نیز گفته‌است: «در این کتاب اهمیت هنر به معنی بسیار آبرومند کلمه، در نظر من بسیار صریح جلوه می‌کند».
- داریوش مهرجویی می‌گوید: «بوف کور» به واقع اولین اثر ادبیات مدرن است که در ایران خلق می‌شود. ادامه جریانی که یک قرن و نیم پیش در اروپا شروع شده بود؛ یعنی ظهور انسان خودآگاه و طرح مسئله «سرنوشت بشری».[۷۲]
- جلال آل احمد نیز در خصوص بوف کور هدایت گفته‌است:

سکوتی که در آن دوران حکومت می‌کند، درخودفرورفتگی و انزوایی که ناشی از حکومت سانسور است، نه‌تنها در اوراق انگشت‌شمار مطبوعات رسمی و در سکوت نویسندگان نمودار است، بیش از همه در بوف کور خوانده می‌شود. ترس از گزمه، انزواء، گوشه‌نشینی، عدم اعتقاد به واقعیت‌های فریبنده، به ظاهرسازی‌هایی که به جای واقعیت جا زده می‌شوند، غم غربت (نوستالژی)، انکار حقایق موجود، قناعت به رؤیاها و کابوس‌ها، همه از مشخصات طرز فکر مردمی است که زیر سلطهٔ جاسوس و مفتش (انکیزیتور) و «گپئو» زندگی می‌کنند. وقتی آدم می‌ترسد با دوستش، با زنش، با همکارش و با هر کس دیگر درددل کند و حرف بزند ناچار فقط با سایه خودش می‌تواند حرف بزند. بوف کور گذشته از ارزش هنری آن یک سند اجتماعی است؛ سند محکومیت حکومت زور.
- ماشاالله آجودانی، پژوهشگر مطرح تاریخ و ادبیات مشروطه، بوف کور را شاهکار بی‌مانند ادبیات معاصر فارسی می‌نامد.[۷۴]
- یوسف اسحاق‌پور، استاد تاریخ هنر و تاریخ سینما در دانشگاه پاریس ۸ Descartes University -->، بوف کور را شاهکار صادق هدایت می‌داند. وی همچنین این کتاب را «چند سر و گردن» بالاتر از دیگر نوشته‌های هدایت، و به دلیل پیچیدگی، عمق و غنایش متمایز از همهٔ آن‌ها می‌داند.[۷۵][۷۶]
- نجف دریابندری در مورد بوف کور می‌گوید:

منظور من از منحط احتمالاً غیر از آن چیزی است که شما از این کلمه می‌فهمید. منظور من آن چیزی است که به فرانسه هنر یا ادبیات «دکادان» می‌گویند. مثل اشعار سمبولیست‌های آخر قرن گذشته در فرانسه یا از بعضی جهات — ولی البته نه از همه جهات — مثل اشعار سبک هندی خودمان؛ بنابراین منحط لزوماً به معنای بد یا فاسد یا ناشیانه نیست.

## تأثیربوف کوردر سینما و نویسندگی
چند سینماگر بوف کور را دست‌مایه آثار سینمایی خود قرار داده‌اند:
- رائول روییز در سال ۱۹۸۷ فیلمی به نام «بوف کور» بر اساس «رمان بوف کور» ساخت.
- گفته می‌شود دیوید لینچ در فیلم بزرگراه گمشده از شخصیت زن اثیری الهام گرفته‌است.[۷۹]
- بزرگمهر رفیعا در سال ۱۹۷۳ در آمریکا فیلمی ۹۵ دقیقه‌ای بر پایه رمان بوف کور ساخت و به عنوان پایان‌نامه خود ارائه کرد.
- در سال ۱۳۵۳، کیومرث درم‌بخش فیلمی ۵۵ دقیقه‌ای بر پایه این رمان ساخت.
- خسرو سینایی در سال ۱۳۸۵ دربارهٔ زندگی «صادق هدایت» فیلمی با نام «گفتگو با سایه» ساخت که کم تأثر از بوف کور نبود.
- از خانه شماره عنوان فیلم مستندی است ساخته مشترک سام کلانتری و محسن شهرنازدار که از دیگر آثار سینمایی ساخته شده دربارهٔ «هدایت» و آثار او است.
- داریوش مهرجویی الگوی خود را برای ساخت فیلم هامون، بوف کور می‌داند.
- به گفته فرهاد غبرایی مضمون رمان خانواده پاسکوآل دوآرته (کامیلو خوزه سلا) صرف نظر از سبک و سیاق و ساختار، شباهت‌هایی با بوف کور دارد.

## دربارهٔبوف کور

نقدی بر بوف کور از م. ف فرزانه

- بوطیقای بوف کور (نشانه‌شناسی و زبان‌شناسی بوف کور صادق هدایت) محمود نیکبخت، چاپ اول، تهران ۱۳۹۵.
- داستان یک روح (شرح و متن کامل بوف کور صادق هدایت) سیروس شمیسا، چاپ اول، تهران ۱۳۷۹
- صادق هدایت و هراس از مرگ، ساخت‌شکنی روان‌تحلیلگرانهٔ بوف کور، محمد صنعتی، چاپ اول، تهران ۱۳۸۰ نشر مرکز.
- «گشودن بوف کور»، فصل اول از کتاب گشودن رمان، نوشته حسین پاینده، چاپ چهارم، تهران: انتشارات مروارید، ۱۳۹۸.
- دربارهٔ بوف کور هدایت، محمدعلی همایون کاتوزیان، نشر مرکز.
- این است بوف کور، تفسیری بر بوف‌کور نوشته م.ی. قطبی (۱۳۵۶)
- بازتاب اسطوره در بوف کور (ادیپ یا مادینه جان؟) نوشته جلال ستاری(۱۳۷۷)
- تاویل بوف کور (قصه زندگی) نوشته محمد تقی غیاثی(۱۳۸۱)
- هدایت، بوف کور و ناسیونالیسم نوشته آجودانی
- بوف کور نوشته داریوش آشوری در رادیو زمانه
- «زندگی، عشق و مرگ از دیدگاه صادق هدایت»، شاپور جورکش، نشر آگه، ۱۳۷۴
- لکاته یا اثیری! نوشتهٔ نوشین شاهرخی
- نقدی بر بوف کور صادق هدایت نوشتهٔ بهمن سقائی
- روایت نابودی ناب/ تحلیل بوردیویی بوف کور در میدان تولید ادبی ایران، نوشته شهرام پرستش، نشر ثالث، ۱۳۹۰